# محمد بن صالح بن هانئ
محمد بن صالح بن هانئ بن يزيد، أبو جعفر الوراق النيسابوري، من أئمة الحديث وهو ثقة ثبت. قال ابن كثير: «كان ثقة زاهدا لا يأكل إلا من كسب يده ولا يقطع صلاة الليل»، مات في سلخ ربيع الأول سنة أربعين وثلاثمائة.

## روايته للحديث
- سمع: السرى وابن خزيمة وغيره.
- روى عنه: أبو بكر بن إسحاق وأبو على الحافظ وغيرهما.[3]
- الجرح والتعديل .قال أبو عبد الله الحاكم النيسابوري: كره في تاريخ نيسابور، وقال: ثقة ثبت، أحد المكثرين وكان يفهم ويحفظ.[1]